# Polk County, North Carolina
Polk County är ett administrativt område i delstaten North Carolina, USA, med 20 510 invånare. Den administrativa huvudorten (county seat) är Columbus.

## Geografi
Enligt United States Census Bureau har countyt en total area på 619 km². 616 km² av den arean är land och 3 km² är vatten.

### Angränsande countyn
- Rutherford County - norr och öster
- Spartanburg County, South Carolina - syd-sydöst
- Greenville County, South Carolina - syd-sydväst
- Henderson County - väster